# جمهورية جنوة

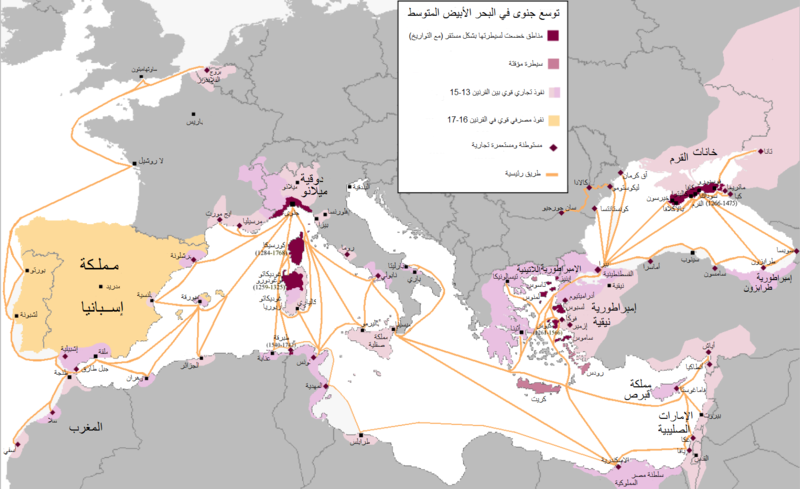
توسع جنوة في البحر الأبيض المتوسط

جمهورية جِنْوَة دولة سادت عبرها مدينة جنوة البحر الليغوري و غيره من الممتلكات من سنة 1096 - عندما تحصلت على الحكم الذاتي رسمياً من قبل الامبراطورية الرومانية المقدسة - حتى سنة 1815 ، بعد فترة الجمهورية الليغورية الثورية والاسترداد المؤقت في أعقاب سقوط نابليون، فقدت استقلالها بصفة نهائية بالضم غير القانوني إلى مملكة سردينيا. وهي إحدى ما سمي بالجمهوريات البحرية رفقة بيزا وأمالفي والبندقية، والأخيرة هي منافستها الأبدية في تقاسم البحر الأبيض المتوسط.
ولدت جنوى من جديد في مطلع القرن العاشر وذلك بعد أن سلك سكانها طريق البحر. اكتسب أسطولها أهميته من اعتراف الامبراطور الروماني المقدس بمطالب المدينة بسلطة تشريعية وقانون موحد واستقلال اقتصادي.
أدى التحالف مع بيزا للسيطرة على غربي البحر الأبيض المتوسط من سيطرة الأساطيل الإسلامية مع استعادة كورسيكا وجزر البليار وبروفنس. تشكلت كومبانيا كوميونيس وهي اجتماع لجميع الجمعيات التجارية في المدينة والتي ضمت أيضًا اللوردات النبلاء في الوديان والسواحل المحيطة بها وهو ما أدى في النهاية إلى صعود حكومة جنوى.
ازدادت أهمية المدينة عبر انضمامها إلى الحملة الصليبية الأولى حيث أدت مشاركتها لاكتسابها امتيازات كبيرة للمجتمعات الجنوية التي انتقلت إلى أماكن كثيرة في الأرض المقدسة. كانت قمة المكتسبات الجنوية في القرن الثالث عشر مع إبرام معاهدة نيمفايوم عام 1261 مع الإمبراطور البيزنطي ميخائيل الثامن باليولوج، والتي تعهد فيها الإمبراطور بمنع البندقية من المضائق المؤدية للبحر الأسود في مقابل الحصول على مساعدات لإعادة السيطرة على القسطنطينية وهكذا تحول البحر الأسود إلى البحر الجنوي. بعد ذلك بوقت قصير هزمت جنوى بيزا في معركة ميلوريا في 1284.
هزم الجنويون في 1298 أسطول البندقية عند جزيرة كورزولا الدلماسية حيث أدت المواجهة إلى القبض على الدوق البندقي وماركو بولو، والذي خلال فترة سجنه في قصر سان جورجو أملى على روستيشيلو دا بيزا شريكه في الزنزانة قصص أسفاره. ظلت جنوى قوية نسبياً حتى الصراع الرئيسي الأخير مع البندقية، حرب كيودجا في 1379، والتي انتهت بفوز البنادقة الذين استعادوا أخيراً السيطرة على التجارة إلى الشرق.
بعد نهاية الفترة المظلمة في القرن الخامس عشر والتي تميزت بالأوبئة والسيطرة الأجنبية، تمتعت المدينة بفترة من أعظم فتراتها بعد استعادة الحكم الذاتي على يدي أندريا دوريا في 1528. أصبحت جنوى في الواقع وطوال القرن التالي الراعي الرئيسي للمملكة الإسبانية جانية أرباحاً طائلة، وهو ما سمح للطبقة الأرستقراطية القديمة الحفاظ على حيوية كبيرة لفترة من الزمن. لكن الجمهورية كانت مستقلة فقط بحكم القانون، لأنها كانت في واقع الأمر في كثير من الأحيان تحت تأثير القوى الكبرى المجاورة، بداية مع الفرنسيين والإسبان ثم النمساويين والسافويين، إلى أن هزمت في نهاية المطاف أمام الحملة النابليونية في عام 1805 وأرفقت بمملكة سردينيا في عام 1815 وهو ما أنهى الازدهار الاقتصادي ودفع العديدين من مهرة العمال ومعظم سكان الأرياف للهجرة إلى الأمريكيتين.